# Boyceville
Boyceville is een plaats (village) in de Amerikaanse staat Wisconsin, en valt bestuurlijk gezien onder Dunn County.

## Demografie
Bij de volkstelling in 2000 werd het aantal inwoners vastgesteld op 1043. In 2006 is het aantal inwoners door het United States Census Bureau geschat op 1055, een stijging van 12 (1,2%).

## Geografie
Volgens het United States Census Bureau beslaat de plaats een oppervlakte van 10,0 km², geheel bestaande uit land. Boyceville ligt op ongeveer 288 m boven zeeniveau.

## Plaatsen in de nabije omgeving
De onderstaande figuur toont nabijgelegen plaatsen in een straal van 16 km rond Boyceville.